# Бранд (Горњи Палатинат)
Бранд (њем. Brand) општина је у њемачкој савезној држави Баварска. Једно је од 26 општинских средишта округа Тиршенројт. Према процјени из 2010. у општини је живјело 1.165 становника. Посједује регионалну шифру (AGS) 9377113.

## Географски и демографски подаци
Бранд се налази у савезној држави Баварска у округу Тиршенројт. Општина се налази на надморској висини од 583 метра. Површина општине износи 9,5 km². У самом мјесту је, према процјени из 2010. године, живјело 1.165 становника. Просјечна густина становништва износи 123 становника/km².